# Xã Powers, Quận Mountrail, Bắc Dakota
Xã Powers (tiếng Anh: Powers Township) là một xã thuộc quận Mountrail, tiểu bang Bắc Dakota, Hoa Kỳ. Năm 2010, dân số của xã này là 35 người.